# Herta Anitaș
Herta Anitaș (Timișoara, 18 de agosto de 1962) es una deportista rumana que compitió en remo.
Participó en los Juegos Olímpicos de Seúl 1988, obteniendo dos medallas, plata en ocho con timonel y bronce en cuatro con timonel. Ganó una medalla de bronce en el Campeonato Mundial de Remo de 1986, en el ocho con timonel.

## Palmarés internacional
| Juegos Olímpicos   | Juegos Olímpicos         | Juegos Olímpicos  | Juegos Olímpicos   |
| Año                | Lugar                    | Medalla           | Prueba             |
| ------------------ | ------------------------ | ----------------- | ------------------ |
| 1988               | Seúl (Corea del Sur)     | Medalla de plata  | Ocho con timonel   |
| 1988               | Seúl (Corea del Sur)     | Medalla de bronce | Cuatro con timonel |
| Campeonato Mundial |                          |                   |                    |
| Año                | Lugar                    | Medalla           | Prueba             |
| 1986               | Nottingham (Reino Unido) | Medalla de bronce | Ocho con timonel   |